# Speocirolana guerrei
Speocirolana guerrei är en kräftdjursart som beskrevs av Armando J. Contreras-Balderas och Purata Velarde 1982. Speocirolana guerrei ingår i släktet Speocirolana och familjen Cirolanidae. Inga underarter finns listade i Catalogue of Life.